# 田尾 (苗栗縣)
田尾，是臺灣苗栗縣南庄鄉的一個傳統地域名稱，位於該鄉北部。相較於今日行政區，其範圍大致包含獅山村、田美村中港溪以東部分。
知名的佛教、道教名山獅頭山位於本地區北部邊界山區。

## 歷史
台灣清治末期至日治初期，田尾地區為一街庄，稱為「田尾庄」，隸屬於竹南一堡。該庄西北與崁頂藔庄為鄰，北及東北與藤坪庄為鄰，東南邊及南邊為南庄，西邊及西北側凸出部分的南邊隔中港溪與四灣庄為界。其後南庄拆分出北獅里興庄，田尾地區東南邊為北獅里興庄，而南邊為拆分後幅員變小的南庄。
1901年（日治明治三十四年）11月，全台廢縣廳改設二十廳，該庄隸屬於新竹廳。1909年（明治四十二年）10月，合併二十廳為十二廳，該庄隸屬不變。1920年（大正九年），廢十二廳改設五州二廳，該庄改制並雅化為「田尾」大字，隸屬於新竹州竹南郡南庄。
戰後南庄與竹南郡蕃地合併改制為南鄉，隸屬於新竹縣，大字亦改制為村。不久再改名為南庄鄉。1950年桃、竹、苗分治，南庄鄉改隸屬於苗栗縣。

## 聚落
本地區發展較早的聚落有田尾（田美）、桂竹林等，在日治期初期的官方地圖上已有記載。此外，本地區尚有獅腰、獅山下、本坑、龍門口、百段崎、都場口、食口窩、茄萣窩、大窩、大石壁、烏蛇嘴、烏蛇窩等聚落。

## 交通
縣道124號是保安林至仙山口（原竹南至獅潭）的道路，大致以西北—東南走向轉西南—東北走向再轉橫向再轉北北東—南南西走向蜿蜒經過田尾地區西南部溪谷地帶。由該道路向西北轉北可前往三灣市區、珊珠湖、頭份、竹南並止於海邊道路路口，向南可前往南庄市區、獅潭並止於省道台3線路口。
鄉道苗19線是銅鏡至北灣的道路，其東南側端點位於本地區西北部北灣聚落的縣道124號路口。由此向北北東出境後轉北北西，可前往崁頂寮、銅鑼圈、三灣市區北郊並止於省道台3線／縣道124號共線路口。
鄉道苗20線又稱「員林獅頭山道」，是下員林至獅頭山的道路，其東側端點位於本地區北部獅頭山勸化堂停車場南側的獅頭山山門下。由此向東南轉西下山至龍門口，於縣道124號路口轉南與其共線約150公尺後轉西獨行，過田美大橋出境後可前往四灣、大南浦、下員林，經省道台3線後止於舊省道路口。
鄉道苗20-2線是都歷口至食水篙的道路，其西側端點位於龍門口東側鄉道苗20線路口。由此向東南轉東北東蜿蜒而行，止於苗栗縣與新竹縣界。續行為新竹縣鄉道竹41線，可前往藤坪、石硬仔、峨眉。
鄉道苗20-3線是水龍至桂竹林的道路，其東南側端點位於本地區西南部桂竹林的縣道124號路口。由此向西北過永興橋出境後轉北，可前往菜堂下、半山下、水龍並止於鄉道苗20線路口。

## 學校
- 田美國小

## 景點
- 獅頭山

## 廟宇
- 獅頭山勸化堂（鸞堂）